# 新井康之 (越生町長)
新井 康之（あらい やすゆき、1944年7月10日 - ）は、日本の政治家。埼玉県越生町長（2期）。

## 経歴
越生町立梅園小学校、越生町立梅園中学校、埼玉県立川越高等学校を経て、1967年（昭和42年）に日本大学法学部を卒業。
2007年（平成19年）に、越生町議会議員に初当選。越生町議会議長を5年務め、入間郡町村議会議長会会長を2期務める。
新井雄啓の越生町長任期満了に伴う2021年（令和3年）2月7日の越生町長選挙に出馬し、前副町長の岩崎鉄也らを制して初当選を果たした。3月12日に越生町長に就任した。
※当日有権者数：9,897人 最終投票率：58.2%（前回比：pts）
| 候補者名 | 年齢 | 所属党派 | 新旧別 | 得票数  | 得票率 | 推薦・支持 |
| -------- | ---- | -------- | ------ | ------- | ------ | ---------- |
| 新井康之 | 76   | 無所属   | 新     | 1,933票 | 33.95% |            |
| 岩崎鉄也 | 65   | 無所属   | 新     | 1,883票 | 33.08% |            |
| 木村正美 | 67   | 無所属   | 新     | 1,377票 | 24.19% |            |
| 岡部安雄 | 69   | 無所属   | 新     | 500票   | 8.78%  |            |

2017年10月から同県宮代町の町長を務める新井康之とは同姓同名である。町議時代から同姓同名の町長が県内にいることに刺激を受けていたといい、越生町長就任直後より宮代町役場を訪問している。この縁から2022年6月には、宮代町と産業や観光などの幅広い分野で交流を深めるための覚書を締結した。
任期満了に伴う2025年（令和7年）2月9日の越生町長選挙で、前回も争った岩﨑を抑えて再選を果たす。
※当日有権者数：9,466人 最終投票率：52.71%（前回比：pts）
| 候補者名 | 年齢 | 所属党派 | 新旧別 | 得票数  | 得票率 | 推薦・支持 |
| -------- | ---- | -------- | ------ | ------- | ------ | ---------- |
| 新井康之 | 80   | 無所属   | 新     | 2,705票 | 54.96% |            |
| 岩﨑鉄也 | 69   | 無所属   | 新     | 2,217票 | 45.04% |            |